# 天台公主
天台公主（1605年—1606年），名朱轩媺，明朝公主，明神宗幼女（第十女）。母亲是李顺妃。
公主万历三十三年八月甲子丑时生。万历三十四年五月庚辰薨，年不足一周岁。